# Kunar

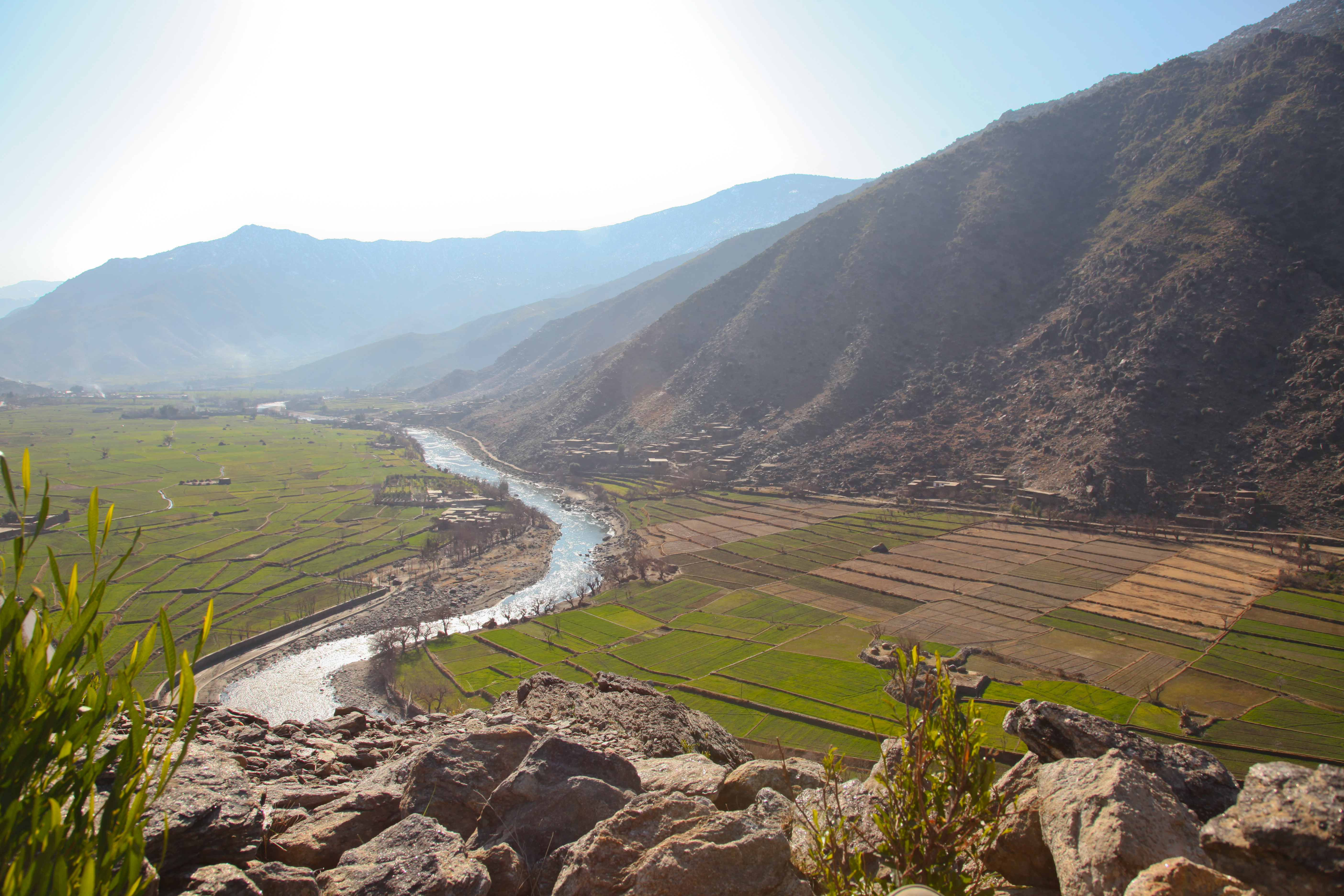
Flusstal des Pech im Distrikt Watapur

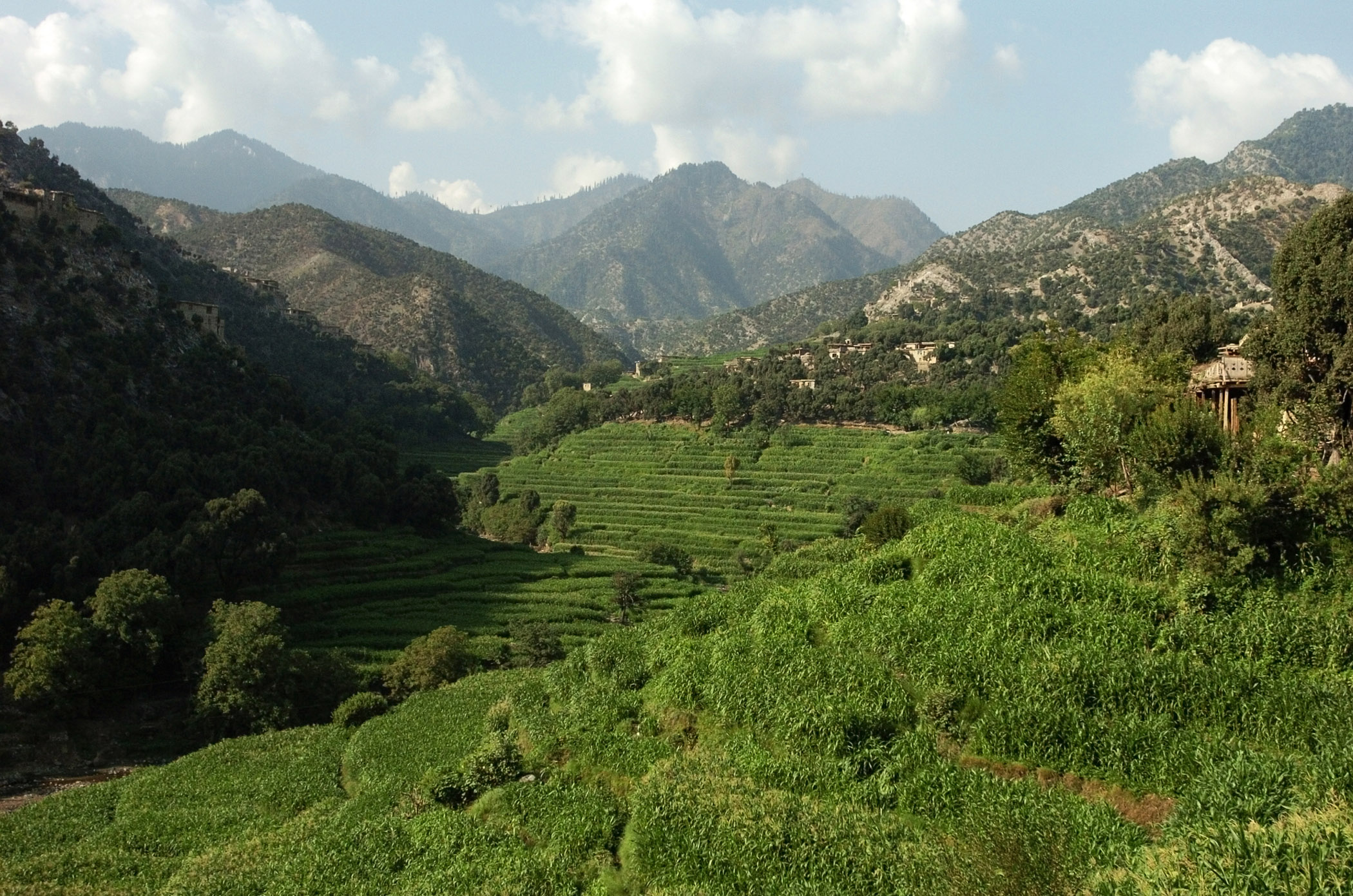
Korangaltal

Kunar (auch Konar, paschtunisch کونړ) ist eine der 34 afghanischen Provinzen und liegt im nordöstlichen Teil von Afghanistan.

## Etymologie
Das Wort Kunar kommt in historischen Texten als Kunar (کونړ), Kanir (کنیر), Kahwis (کهویس) und Kolo (کولو) vor und bedeutet in Nuristani-Sprachen „Tal der Oliven“. Früher gab es in Kunar viele Olivenbäume, selbst heute noch werden Olivenbäume gepflanzt.

## Geographie
Kunar hat eine Fläche von etwa 4.926 Quadratkilometern. Die Provinz liegt im dicht bewaldeten Hindukusch-Gebirge.
Mit Kunar benachbarte afghanische Provinzen sind Nuristan im Nordwesten, Laghman im Westen und Nangarhar im Süden.
Im Osten grenzt Kunar an Pakistan, und zwar südöstlich an die Mohmand und die Bajaur Agencies der pakistanischen Stammesgebiete unter Bundesverwaltung und nordöstlich an die Distrikte Lower Dir und Chitral der pakistanischen Provinz Khyber Pakhtunkhwa. Die Grenze zu Pakistan erstreckt sich entlang der Durand-Linie über 175 km.
Provinzhauptstadt von Kunar ist Asadabad.

### Topographie
Der Fluss Kunar (auch Kunar Rud) entspringt im nordwestlichen Pakistan einem Gletscher an der Südseite des Hindukusch und fließt zunächst als Chitral südlich nach Afghanistan. Auf afghanischer Seite der Grenze heißt er dann Kunar. Der Fluss Kunar mündet unweit von Dschalalabad in den Fluss Kabul.
Das durch den Fluss entstehende Tal heißt in Pakistan entsprechend Chitraltal und in Afghanistan Kunartal.
Die afghanische Provinz Kunar besteht hauptsächlich aus dem Abschnitt des Kunartals zwischen dem Berghochland der Nuristani im Norden und dem Kabulflusstal im Süden, sowie aus dem bei Asadabad einmündenden Flusstals des Pech, in welches das weiter südlich gelegene Korangaltal mündet und den weiteren Nebentälern des Kunars und des Pech. Im Westen besteht keine klare, natürliche und topographische Abgrenzung zu den anderen afghanischen Provinzen im Hindukusch. Im Osten und Südosten ist die Provinz durch die Kabul-Tsappar-Bergkette, im Nordosten durch die Kashmund-Bergkette begrenzt.
Etwa 86 % der Provinz bestehen aus Bergland und trockenen Hochgebirgshängen, die von steilen und dicht bewaldeten Flusstälern durchzogen sind. Die Täler sind meist schwer zugänglich. Die restlichen 14 % bestehen vornehmlich aus flussnahem Flachland.

## Bevölkerung
Die Einwohnerzahl beträgt 517.180 (Stand: 2022). 2015 gehörten 95 % der Bevölkerungsgruppe der Paschtunen und 5 % der Nuristani an.
Etwa 11.000 Einwohner Kunars wohnen in Städten, hauptsächlich in der Provinzhauptstadt Asadabad. Die restlichen 406.000 leben ländlich in Dörfern und auf Bauernhöfen.

### Stämme Kunars
Die Paschtunen Kunars teilen sich in die Stämme der Safi (Gorbuz, Masud und Wadir), der Shinwari, der Takari (Salarzai, Wur und Kakazai), sowie der Mohmand, (Baezai und Sepah) auf. Zudem bewohnen auch paschtunische Kutschi (Nomaden) des Stammes Ghilzai Teile der Provinz Kunar, besonders im Sommer in der Gegend um Ghaziabad, die aber im Winter mehrheitlich in die afghanischen Provinzen Logar, Wardak und Parwan abwandern.
Die Nuristani Kunars gehören vorwiegend dem Kom-Stamm an. Allerdings leben auch Kleinstgruppen von Nuristani der Kalasha, Tregami, Kshto und Gramsana in vereinzelten Dörfern der Provinz.

### Sprache
Von den 771 Orten der Provinz wird in 705 vornehmlich Paschtu gesprochen. Der Anteil der Paschtu-Sprecher an der Gesamtbevölkerung entspricht mehr als 90 %. In 35 Orten ist die Hauptsprache Nuristani, in 15 Orten Paschai und in je zwei Orten Dari und Usbeki.

### Religion
Die Bevölkerung Kunars bekennt sich mehrheitlich zu einer hanafitischen Interpretation des sunnitischen Islam, dessen Praxis stark mit dem vorislamischen Ehrenkodex Paschtunwali vermischt ist.
In der Provinz Kunar bestehen 1.349 Moscheen und Madrasas, von denen eine Vielzahl einer Sekte zugeordnet werden, die von der Lehre der fundamentalistischen Deobandis geprägt ist und eine Paschtun-nationalistische, radikale Auslegung des Islams vertritt: den so genannten „Schülern“, also Taliban.

### Bildung
In der Provinz Kunar bestehen etwa 115 Schulen. Darunter ist auch das wahrscheinlich bekannteste Gymnasium in Khas Kunar, das „Dr. Kabir Stori Lycee“. Die einzige Universität in Kunar, die Syed Jamaluddin Afghan University, hat neben der Dawat University in Kabul die besten Abschlüsse im Bereich Ingenieurwissenschaften in ganz Afghanistan.
Etwa 27 % der Bevölkerung kann lesen. Unter Frauen sind es etwa 8 %.

### Gesundheit
In der Provinz Kunar gibt es drei Krankenhäuser und 46 Kliniken und/oder Ambulanzstationen.

## Wirtschaft
Der Großteil der Bevölkerung Kunars ernährt sich durch Tierhaltung und Ackerbau. Besonders im Korangaltal wird auch Holzfällerei betrieben. Zudem ist die Provinz Kunar ein Anbaugebiet für Schlafmohn, aus dem Opium gewonnen wird.

## Politik
Gouverneur der Provinz ist Sayed Fazlullah Wahidi.
Dem Vernehmen nach soll sich Osama bin Laden zeitweise in dieser an Pakistan grenzenden Provinz aufgehalten haben.

## Verwaltungsgliederung
Die Provinz Kunar besteht aus 16 Distrikten, denen jeweils ein Distrikt-Gouverneur vorsteht. Die Anzahl, die Benennung und die Grenzen der Distrikte sind häufigen Änderungen unterworfen. Kürzlich wurden die Distrikte Asmar, Ghaziabad, Shigal und Watapur neu aus dem Gebiet anderer Distrikte gebildet.
| Distrikt    | Verw.- sitz | Einw.  | Fläche in km² | Notizen |
| ----------- | ----------- | ------ | ------------- | --- |
| Asadabad    | Asadabad    | 29.177 | 680           | Asadabad ist die Hauptstadt der Provinz Kunar; der Distrikt schließt auch umliegende Orte ein, die direkt am Zusammenfluss der Flüsse Kunar und Pech liegen. |
| Asmar       | Asmar       |        |               | Der Asmar-Distrikt liegt zwischen der Asadabad-Sektion und der Dangam-Sektion, östlich und nördlich des Distrikts Shigal.                                    |
| Bar Kunar   |             | 20.716 | 651           | |
| Chapa Dara  |             | 28.681 | 489           | |
| Dangam      |             | 15.509 | 341           | |
| Dara-I-Pech |             | 44.958 | 528           | Der Dara-I-Pech-Distrikt wird alternativ als Pech-Distrikt oder Manogai-Distrikt bezeichnet.                                                                 |
| Ghaziabad   |             | 23.663 |               | |
| Khas Kunar  |             | 31.950 | 325           | Khas Kunar ist der größte Bezirk in Kunar und liegt neben der Provinz Nangarhar.                                                                             |
| Marawara    |             | 17.316 | 174           | |
| Narang      |             | 27.937 | 212           | |
| Nari        |             | 32.510 | 681           | Der Distrikt Nari heißt alternativ Naray. |
| Nurgol      |             | 25.047 | 368           | Der Distrikt Nurgol heißt alternativ Nurgal. |
| Sawkai      |             | 28.905 | 262           | Der Distrikt Sawkai heißt alternativ Chawkay. |
| Shigal      |             | 33.781 |               | Der Shigal-Distrikt liegt in der Asadabad-Sektion, östlich und nördlich von Wata Pur. Er wird alternativ als Distrikt Sheltan bezeichnet.                    |
| Sirkani     |             | 24.080 | 231           | Der Distrikt Sirkani wird alternativ Sirkanay genannt. |
| Watapur     |             | 28.778 |               | Der Watapur-Distrikt liegt im westlichen Teil der Asadabad-Sektion. Alternativ Wata Pur oder Waterpor genannt.                                               |